# Kvílice
Kvílice település Csehországban, a Kladnói járásban. Kvílice Třebíz, Plchov, Libovice és Kutrovice településekkel határos. Lakosainak száma 89 fő (2024. január 1.).

## Népesség
A település lakosságának változását az alábbi diagram mutatja:
| Lakosok száma | 209  | 230  | 177  | 117  | 113  | 80   | 80   | 79   | 83   | 89   |
|               | 1869 | 1890 | 1921 | 1950 | 1980 | 2001 | 2017 | 2019 | 2022 | 2024 |